# Aisne-Marne amerikai katonai temető
Az Aisne-Marne amerikai katonai temető (Aisne-Marne American Cemetery) egy első világháborús amerikai sírkert a franciaországi Château-Thierry közelében.

## Története
A temető a Belleau-erdő lábánál fekszik. A területen súlyos harcok folytak 1918 májusában, amikor a németek áttörték a francia vonalakat a Chemin des Dames-nál, majd három nap múlva elérték a Belleau-erdőt és a Marne-folyót Château-Thierrynél. A franciák tartalék hiányában amerikai segítséget kértek. Május 30-án az amerikai 3. hadosztály felvette a harcot a németekkel, majd június elején megérkezett a 2. hadosztály és a 4. tengerészgyalogos-dandár a franciák felváltására. Június 6-án az amerikaiak megkezdték az erdő megtisztítását a németektől. A húsz napon át tartó ütközet a tengerészgyalogosok állhatatosságának szimbólumává vált. Július 15-én a 3. hadosztály visszaverte a németek előretörési kísérletét a Marne-nál. Három nap múlva a szövetségesek megindították az Aisne-Marne offenzívát. Augusztus 6-ára felszámolták a német kiszögellést, és elérték a Vesle-folyót. Az amerikaiak 310 ezer katonát vetettek be.
A temetőben 2289 hősi halott nyugszik, többségük a Marne-völgyi csatában esett el 1918 nyarán. A sírkert végén, a domboldalon egy szobrokkal, festett üvegablakokkal díszített kápolna áll. A falakra 1060 nevet véstek, ők azok a katonák, akik ismeretlen helyen nyugszanak. 1940-ben súlyos harcok voltak a környéken, és a kápolna is megsérült. A második világháború befejeződése után az épületet kijavították, egyetlen lövedék ütötte lyukat hagytak meg, hogy emlékeztessen az egykori harci cselekményekre.
2023 óta az első világháború temetői és emlékhelyei részeként a világörökséghez tartozik.